# Blondelia cinerea
Blondelia cinerea är en tvåvingeart som beskrevs av Robineau-desvoidy 1863. Blondelia cinerea ingår i släktet Blondelia och familjen parasitflugor.
Artens utbredningsområde är Frankrike. Inga underarter finns listade i Catalogue of Life.